# National Invitation Tournament 2018
El National Invitation Tournament 2018 fue la octogésima primera edición del National Invitation Tournament. La disputaron 32 equipos, seleccionados entre los que no participaron el Torneo de la NCAA de 2017. La selección de los participantes se hizo con base en múltiples parámetros, tales como los enfrentamientos directos, los resultados de los diez últimos partidos, y las quinielas de favoritos. En la primera ronda, la segunda y los cuartos de final, los partidos se disputaron en el pabellón del equipo mejor preseleccionado, disputándose las semifinales y final como es tradición en el Madison Square Garden de Nueva York. El campeón fue, por segunda vez, la Universidad Estatal de Pensilvania.

## Reglas experimentales
En febrero de 2018, la NCAA aprobó un número de reglas experimentales para probar en este torneo:
- Los partidos serán de cuatro cuartos de 10 minutos en lugar de las dos mitades de 20. La NCAA ya usa este formato en el baloncesto femenino desde la temporada 2015–16.
- Como en el baloncesto universitario femenino, así como en el NIT 2017,[3] No habrá "uno más uno" en los tiros libres. En cambio, a partir de la quinta falta en total en cada segmento de 10 minutos, una falta que no sea de tiro por parte del equipo defensor dará lugar a dos tiros libres, con la única excepción de faltas técnicas administrativas. Esto también se probó en el baloncesto femenino de la NCAA, que desde la temporada 2015-16 se juega en cuartos.
- La línea de 3 puntos cambió a la distancia FIBA de 6,75 metros desde la alineación con el centro de la canasta, a excepción de los lados.
- La línea de tiros libres tendrá un ancho de 16 pies, la mosma que en la NBA y la FIBA, en lugar de los 12 pies en las actuales normas de la NCAA.
- El reloj de tiro volverá a 20 segundos después de rebote ofensivo (similar a la NBA y WNBA, que lo hacen a los 14 segundos).

## Equipos seleccionados
| Rank. | Universidad  | Conferencia   | Récord | Tipo de invitación |
| ----- | ------------ | ------------- | ------ | ------------------ |
| 1     | Saint Mary's | WCC           | 28–5   | General            |
| 2     | Utah         | Pac-12        | 19–11  | General            |
| 3     | LSU          | SEC           | 17–14  | General            |
| 4     | Boise State  | Mountain West | 23–8   | General            |
| 5     | Washington   | Pac-12        | 20–12  | General            |
| 6     | Louisiana    | Sun Belt      | 27–6   | Automática         |
| 7     | UC Davis     | Big West      | 22–10  | Automática         |
| 8     | SE Louisiana | Southland     | 22–11  | Automática         |

| Rank. | Universidad       | Conferencia  | Récord | Tipo de invitación |
| ----- | ----------------- | ------------ | ------ | ------------------ |
| 1     | Baylor            | Big 12       | 18–14  | General            |
| 2     | Louisville        | ACC          | 20–13  | General            |
| 3     | Middle Tennessee  | C-USA        | 24–7   | Automática         |
| 4     | Mississippi State | SEC          | 22–11  | General            |
| 5     | Nebraska          | Big Ten      | 22–10  | General            |
| 6     | Vermont           | America East | 27–7   | Automática         |
| 7     | Northern Kentucky | Horizon      | 22–9   | Automática         |
| 8     | Wagner            | NEC          | 23–9   | Automática         |

| Rank. | Universidad        | Conferencia | Récord | Tipo de invitación |
| ----- | ------------------ | ----------- | ------ | ------------------ |
| 1     | USC                | Pac-12      | 23–11  | General            |
| 2     | Oklahoma State     | Big 12      | 19–14  | General            |
| 3     | Stanford           | Pac-12      | 18–15  | General            |
| 4     | Western Kentucky   | C-USA       | 24–10  | General            |
| 5     | Boston College     | ACC         | 19–15  | General            |
| 6     | BYU                | WCC         | 24–10  | General            |
| 7     | Florida Gulf Coast | ASUN        | 23–11  | Automática         |
| 8     | UNC Asheville      | Big South   | 21–12  | Automática         |

| Rank. | Universidad | Conferencia | Récord | Tipo de invitación |
| ----- | ----------- | ----------- | ------ | ------------------ |
| 1     | Notre Dame  | ACC         | 20–14  | General            |
| 2     | Marquette   | Big East    | 19–13  | General            |
| 3     | Oregon      | Pac-12      | 22–12  | General            |
| 4     | Penn State  | Big Ten     | 21–13  | General            |
| 5     | Temple      | American    | 17–15  | General            |
| 6     | Rider       | MAAC        | 22–9   | Automática         |
| 7     | Harvard     | Ivy         | 18–13  | Automática         |
| 8     | Hampton     | MEAC        | 19–15  | Automática         |

### Clasificación automática
Los siguientes equipos ganaron el título de la temporada regular de sus respectivas conferencias, pero no consiguieron ganar los torneos de postemporada, por lo que no fueron invitados automáticamente para el Torneo de la NCAA. Al no recibir tampoco invitaciones por el formato general, fueron automáticamente clasificados para el NIT 2017.
| Equipo                 | Conferencia    | Participación | Última |
| ---------------------- | -------------- | ------------- | ------ |
| Florida Gulf Coast     | Atlantic Sun   | 2ª            | 2014   |
| Hampton                | MEAC           | 1ª            | Nunca  |
| Harvard                | Ivy            | 2ª            | 2011   |
| Louisiana              | Sun Belt       | 6ª            | 2003   |
| Middle Tennessee       | C-USA          | 4ª            | 2012   |
| Northern Kentucky      | Horizon        | 1ª            | Nunca  |
| Rider                  | Metro Atlantic | 2ª            | 1998   |
| Southeastern Louisiana | Southland      | 1ª            | Nunca  |
| UC Davis               | Big West       | 2ª            | 2015   |
| UNC Asheville          | Big South      | 2ª            | 2008   |
| Vermont                | America East   | 4ª            | 2014   |
| Wagner                 | Northeast      | 4ª            | 2016   |

## Fase final
Cuadro final de resultados.
|  | 1ª ronda 13-14 de marzo | 1ª ronda 13-14 de marzo | 1ª ronda 13-14 de marzo |            |     | 2ª ronda 17-18 de marzo | 2ª ronda 17-18 de marzo | 2ª ronda 17-18 de marzo |  |   | Cuartos de final 20 de marzo | Cuartos de final 20 de marzo | Cuartos de final 20 de marzo |  |
|  |                         |                         |                         |            |     |                         |                         |                         |  |   |                              |                              |                              |  |
|  |                         |                         |                         |            |     |                         |                         |                         |  |   |                              |                              |                              |  |
|  | 1                       | Notre Dame              | 84                      |            |     |                         |                         |                         |  |   |                              |                              |                              |  |
|  | 1                       | Notre Dame              | 84                      |            |     |                         |                         |                         |  |   |                              |                              |                              |  |
|  | 8                       | Hampton                 | 63                      |            |     |                         |                         |                         |  |   |                              |                              |                              |  |
|  | 8                       | Hampton                 | 63                      |            | 1   | Notre Dame              | 63                      |                         |  |   |                              |                              |                              |  |
|  |                         |                         |                         |            | 1   | Notre Dame              | 63                      |                         |  |   |                              |                              |                              |  |
|  |                         |                         | 4                       | Penn State | 73  |                         |                         |                         |  |   |                              |                              |                              |  |
|  | 4                       | Penn State              | 4                       | Penn State | 73  | 63                      |                         |                         |  |   |                              |                              |                              |  |
|  | 4                       | Penn State              |                         |            |     |                         |                         |                         |  |   |                              |                              |                              |  |
|  | 5                       | Temple                  | 57                      |            |     |                         |                         |                         |  |   |                              |                              |                              |  |
|  | 5                       | Temple                  | 57                      |            |     |                         |                         |                         |  | 4 | Penn State                   | 85                           |                              |  |
|  |                         |                         |                         |            |     |                         |                         |                         |  | 4 | Penn State                   | 85                           |                              |  |
|  |                         |                         | 2                       | Marquette  | 80  |                         |                         |                         |  |   |                              |                              |                              |  |
|  | 3                       | Oregon                  | 2                       | Marquette  | 80  | 99                      |                         |                         |  |   |                              |                              |                              |  |
|  | 3                       | Oregon                  |                         |            |     |                         |                         |                         |  |   |                              |                              |                              |  |
|  | 6                       | Rider                   | 86                      |            |     |                         |                         |                         |  |   |                              |                              |                              |  |
|  | 6                       | Rider                   | 86                      |            | 3   | Oregon                  | 92                      |                         |  |   |                              |                              |                              |  |
|  |                         |                         |                         |            | 3   | Oregon                  | 92                      |                         |  |   |                              |                              |                              |  |
|  |                         |                         | 2                       | Marquette  | 101 |                         |                         |                         |  |   |                              |                              |                              |  |
|  | 2                       | Marquette               | 2                       | Marquette  | 101 | 67                      |                         |                         |  |   |                              |                              |                              |  |
|  | 2                       | Marquette               |                         |            |     |                         |                         |                         |  |   |                              |                              |                              |  |
|  | 7                       | Harvard                 | 60                      |            |     |                         |                         |                         |  |   |                              |                              |                              |  |
|  | 7                       | Harvard                 | 60                      |            |     |                         |                         |                         |  |   |                              |                              |                              |  |
|  |                         |                         |                         |            |     |                         |                         |                         |  |   |                              |                              |                              |  |

|  | 1ª ronda 13-14 de marzo | 1ª ronda 13-14 de marzo | 1ª ronda 13-14 de marzo |                   |    | 2ª ronda 18 de marzo | 2ª ronda 18 de marzo | 2ª ronda 18 de marzo |  |   | Cuartos de final 20 de marzo | Cuartos de final 20 de marzo | Cuartos de final 20 de marzo |  |
|  |                         |                         |                         |                   |    |                      |                      |                      |  |   |                              |                              |                              |  |
|  |                         |                         |                         |                   |    |                      |                      |                      |  |   |                              |                              |                              |  |
|  | 1                       | Baylor                  | 80                      |                   |    |                      |                      |                      |  |   |                              |                              |                              |  |
|  | 1                       | Baylor                  | 80                      |                   |    |                      |                      |                      |  |   |                              |                              |                              |  |
|  | 8                       | Wagner                  | 59                      |                   |    |                      |                      |                      |  |   |                              |                              |                              |  |
|  | 8                       | Wagner                  | 59                      |                   | 1  | Baylor               | 77                   |                      |  |   |                              |                              |                              |  |
|  |                         |                         |                         |                   | 1  | Baylor               | 77                   |                      |  |   |                              |                              |                              |  |
|  |                         |                         | 4                       | Mississippi State | 78 |                      |                      |                      |  |   |                              |                              |                              |  |
|  | 4                       | Mississippi State       | 4                       | Mississippi State | 78 | 66                   |                      |                      |  |   |                              |                              |                              |  |
|  | 4                       | Mississippi State       |                         |                   |    |                      |                      |                      |  |   |                              |                              |                              |  |
|  | 5                       | Nebraska                | 59                      |                   |    |                      |                      |                      |  |   |                              |                              |                              |  |
|  | 5                       | Nebraska                | 59                      |                   |    |                      |                      |                      |  | 4 | Mississippi State            | 79                           |                              |  |
|  |                         |                         |                         |                   |    |                      |                      |                      |  | 4 | Mississippi State            | 79                           |                              |  |
|  |                         |                         | 2                       | Louisville        | 56 |                      |                      |                      |  |   |                              |                              |                              |  |
|  | 3                       | Middle Tennessee        | 2                       | Louisville        | 56 | 91                   |                      |                      |  |   |                              |                              |                              |  |
|  | 3                       | Middle Tennessee        |                         |                   |    |                      |                      |                      |  |   |                              |                              |                              |  |
|  | 6                       | Vermont                 | 64                      |                   |    |                      |                      |                      |  |   |                              |                              |                              |  |
|  | 6                       | Vermont                 | 64                      |                   | 3  | Middle Tennessee     | 68                   |                      |  |   |                              |                              |                              |  |
|  |                         |                         |                         |                   | 3  | Middle Tennessee     | 68                   |                      |  |   |                              |                              |                              |  |
|  |                         |                         | 2                       | Louisville        | 84 |                      |                      |                      |  |   |                              |                              |                              |  |
|  | 2                       | Louisville              | 2                       | Louisville        | 84 | 66                   |                      |                      |  |   |                              |                              |                              |  |
|  | 2                       | Louisville              |                         |                   |    |                      |                      |                      |  |   |                              |                              |                              |  |
|  | 7                       | Northern Kentucky       | 58                      |                   |    |                      |                      |                      |  |   |                              |                              |                              |  |
|  | 7                       | Northern Kentucky       | 58                      |                   |    |                      |                      |                      |  |   |                              |                              |                              |  |
|  |                         |                         |                         |                   |    |                      |                      |                      |  |   |                              |                              |                              |  |

|  | 1ª ronda 13-14 de marzo | 1ª ronda 13-14 de marzo | 1ª ronda 13-14 de marzo |                  |    | 2ª ronda 19 de marzo | 2ª ronda 19 de marzo | 2ª ronda 19 de marzo |  |   | Cuartos de final 21 de marzo | Cuartos de final 21 de marzo | Cuartos de final 21 de marzo |  |
|  |                         |                         |                         |                  |    |                      |                      |                      |  |   |                              |                              |                              |  |
|  |                         |                         |                         |                  |    |                      |                      |                      |  |   |                              |                              |                              |  |
|  | 1                       | USC                     | 103**                   |                  |    |                      |                      |                      |  |   |                              |                              |                              |  |
|  | 1                       | USC                     | 103**                   |                  |    |                      |                      |                      |  |   |                              |                              |                              |  |
|  | 8                       | UNC Asheville           | 98                      |                  |    |                      |                      |                      |  |   |                              |                              |                              |  |
|  | 8                       | UNC Asheville           | 98                      |                  | 1  | USC                  | 75                   |                      |  |   |                              |                              |                              |  |
|  |                         |                         |                         |                  | 1  | USC                  | 75                   |                      |  |   |                              |                              |                              |  |
|  |                         |                         | 4                       | Western Kentucky | 79 |                      |                      |                      |  |   |                              |                              |                              |  |
|  | 4                       | Western Kentucky        | 4                       | Western Kentucky | 79 | 79                   |                      |                      |  |   |                              |                              |                              |  |
|  | 4                       | Western Kentucky        |                         |                  |    |                      |                      |                      |  |   |                              |                              |                              |  |
|  | 5                       | Boston College          | 62                      |                  |    |                      |                      |                      |  |   |                              |                              |                              |  |
|  | 5                       | Boston College          | 62                      |                  |    |                      |                      |                      |  | 4 | Western Kentucky             | 92                           |                              |  |
|  |                         |                         |                         |                  |    |                      |                      |                      |  | 4 | Western Kentucky             | 92                           |                              |  |
|  |                         |                         | 2                       | Oklahoma State   | 84 |                      |                      |                      |  |   |                              |                              |                              |  |
|  | 3                       | Stanford                | 2                       | Oklahoma State   | 84 | 86                   |                      |                      |  |   |                              |                              |                              |  |
|  | 3                       | Stanford                |                         |                  |    |                      |                      |                      |  |   |                              |                              |                              |  |
|  | 6                       | BYU                     | 83                      |                  |    |                      |                      |                      |  |   |                              |                              |                              |  |
|  | 6                       | BYU                     | 83                      |                  | 3  | Stanford             | 65                   |                      |  |   |                              |                              |                              |  |
|  |                         |                         |                         |                  | 3  | Stanford             | 65                   |                      |  |   |                              |                              |                              |  |
|  |                         |                         | 2                       | Oklahoma State   | 71 |                      |                      |                      |  |   |                              |                              |                              |  |
|  | 2                       | Oklahoma State          | 2                       | Oklahoma State   | 71 | 80                   |                      |                      |  |   |                              |                              |                              |  |
|  | 2                       | Oklahoma State          |                         |                  |    |                      |                      |                      |  |   |                              |                              |                              |  |
|  | 7                       | Florida Gulf Coast      | 68                      |                  |    |                      |                      |                      |  |   |                              |                              |                              |  |
|  | 7                       | Florida Gulf Coast      | 68                      |                  |    |                      |                      |                      |  |   |                              |                              |                              |  |
|  |                         |                         |                         |                  |    |                      |                      |                      |  |   |                              |                              |                              |  |

|  | 1ª ronda 13-14 de marzo | 1ª ronda 13-14 de marzo | 1ª ronda 13-14 de marzo |            |     | 2ª ronda 19 de marzo | 2ª ronda 19 de marzo | 2ª ronda 19 de marzo |  |   | Cuartos de final 21 de marzo | Cuartos de final 21 de marzo | Cuartos de final 21 de marzo |  |
|  |                         |                         |                         |            |     |                      |                      |                      |  |   |                              |                              |                              |  |
|  |                         |                         |                         |            |     |                      |                      |                      |  |   |                              |                              |                              |  |
|  | 1                       | Saint Mary's            | 89                      |            |     |                      |                      |                      |  |   |                              |                              |                              |  |
|  | 1                       | Saint Mary's            | 89                      |            |     |                      |                      |                      |  |   |                              |                              |                              |  |
|  | 8                       | SE Louisiana            | 45                      |            |     |                      |                      |                      |  |   |                              |                              |                              |  |
|  | 8                       | SE Louisiana            | 45                      |            | 1   | Saint Mary's         | 85                   |                      |  |   |                              |                              |                              |  |
|  |                         |                         |                         |            | 1   | Saint Mary's         | 85                   |                      |  |   |                              |                              |                              |  |
|  |                         |                         | 5                       | Washington | 81  |                      |                      |                      |  |   |                              |                              |                              |  |
|  | 4                       | Boise State^            | 5                       | Washington | 81  | 74                   |                      |                      |  |   |                              |                              |                              |  |
|  | 4                       | Boise State^            |                         |            |     |                      |                      |                      |  |   |                              |                              |                              |  |
|  | 5                       | Washington              | 77                      |            |     |                      |                      |                      |  |   |                              |                              |                              |  |
|  | 5                       | Washington              | 77                      |            |     |                      |                      |                      |  | 1 | Saint Mary's                 | 58                           |                              |  |
|  |                         |                         |                         |            |     |                      |                      |                      |  | 1 | Saint Mary's                 | 58                           |                              |  |
|  |                         |                         | 2                       | Utah       | 67* |                      |                      |                      |  |   |                              |                              |                              |  |
|  | 3                       | LSU                     | 2                       | Utah       | 67* | 84                   |                      |                      |  |   |                              |                              |                              |  |
|  | 3                       | LSU                     |                         |            |     |                      |                      |                      |  |   |                              |                              |                              |  |
|  | 6                       | Louisiana               | 76                      |            |     |                      |                      |                      |  |   |                              |                              |                              |  |
|  | 6                       | Louisiana               | 76                      |            | 3   | LSU                  | 71                   |                      |  |   |                              |                              |                              |  |
|  |                         |                         |                         |            | 3   | LSU                  | 71                   |                      |  |   |                              |                              |                              |  |
|  |                         |                         | 2                       | Utah       | 95  |                      |                      |                      |  |   |                              |                              |                              |  |
|  | 2                       | Utah                    | 2                       | Utah       | 95  | 69                   |                      |                      |  |   |                              |                              |                              |  |
|  | 2                       | Utah                    |                         |            |     |                      |                      |                      |  |   |                              |                              |                              |  |
|  | 7                       | UC Davis                | 59                      |            |     |                      |                      |                      |  |   |                              |                              |                              |  |
|  | 7                       | UC Davis                | 59                      |            |     |                      |                      |                      |  |   |                              |                              |                              |  |
|  |                         |                         |                         |            |     |                      |                      |                      |  |   |                              |                              |                              |  |

### Semifinales y final
Se jugaron en el Madison Square Garden en New York City el 27 y 29 de marzo
|  | Semifinales 27 de marzo | Semifinales 27 de marzo | Semifinales 27 de marzo |      |    | Final 29 de marzo | Final 29 de marzo | Final 29 de marzo |  |
|  |                         |                         |                         |      |    |                   |                   |                   |  |
|  |                         |                         |                         |      |    |                   |                   |                   |  |
|  | 4                       | Penn State              | 75                      |      |    |                   |                   |                   |  |
|  | 4                       | Penn State              | 75                      |      |    |                   |                   |                   |  |
|  | 4                       | Mississippi State       | 60                      |      |    |                   |                   |                   |  |
|  | 4                       | Mississippi State       | 60                      |      | 4  | Penn State        | 82                |                   |  |
|  |                         |                         |                         |      | 4  | Penn State        | 82                |                   |  |
|  |                         |                         | 2                       | Utah | 66 |                   |                   |                   |  |
|  | 4                       | Western Kentucky        | 2                       | Utah | 66 | 64                |                   |                   |  |
|  | 4                       | Western Kentucky        |                         |      |    | 64                |                   |                   |  |
|  | 2                       | Utah                    | 69                      |      |    |                   |                   |                   |  |
|  | 2                       | Utah                    | 69                      |      |    |                   |                   |                   |  |
|  |                         |                         |                         |      |    |                   |                   |                   |  |

* - Partido con prórroga.
| Campeón del NIT 2018               |
| ---------------------------------- |
| Penn State Nittany Lions 2º título |